# Landolf VIII de Capoue
Pour les articles homonymes, voir Landolf.
Landolf VIII (mort après 1062) est le dernier prince de Capoue de la dynastie des Landulfides, de 1057 à juin 1058.

## Biographie
Landolf VIII (parfois numéroté VI si on ne prend pas en compte les deux premiers Landolf qui ne furent que comtes) est associé au trône par son grand-père Pandolf IV dès 1038 au cours de son second règne, il devient prince après la mort de son père Pandolf V de Capoue, mais Richard d'Aversa s'empare de Capoue dès juin 1058. Après une réconciliation avec le Saint-Siège négociée par Didier abbé du Mont-Cassin, le pape Nicolas II lui donne au Concile de Melfi le 23 aout 1059 l'investiture officielle de la principauté de Capoue.

## Postérité
D'une union avec une épouse inconnue Landolf VIII ne laisse qu'une fille:
- Sichelgaite (morte après 1098) épouse de Guaimar de Giffoni, « fils de Pandolf, fils de du prince Guaimar, fils du prince Jean » selon une donation faite à l'église Sainte-Marie de Salerne et à l'abbaye de Calva.

## Sources
- Jules Gay L'Italie méridionale et l'Empire byzantin depuis l'avènement de Basile Ier jusqu'à la prise de Bari par les Normands (867-1071) Albert Fontemoing éditeur, Paris 1904 p. 636.
- Venance Grumel Traité d'études byzantines La Chronologie: Presses universitaires de France Paris 1958, « Princes Lombards de Bénévent et de Capoue » p. 418-420.
- Pierre Aubé Les empires normands d'Orient Librairie académique Perrin, Paris 1991,  (ISBN 201278738X).
- (en) Landolf VIII (1057-1058)   sur le site Medieval Lands.